# ヨゼフ・シュミット
ヨゼフ・シュミット （ポーランド語: Józef Szmidt、ポーランド語の読みはユゼフ・シュミット、1935年3月28日 - 2024年7月28日または7月29日）は、ポーランドの陸上競技選手。

## 生涯
1950年代後半から1960年代にかけて活躍した三段跳の選手で、1960年ローマオリンピックと1964年東京オリンピックに出場し2大会連続の金メダルを獲得。
1960年には17.03mの世界新記録を樹立。史上初の17m台ジャンパーとなった。なお、東京オリンピック当時はワルシャワの自動車修理工でもあった。
2024年7月28日から29日にかけてドラフスコ・ポモルスキエ付近のザゴストにある自宅で死去。89歳没。

## 主な実績
| 年   | 大会                 | 場所                           | 種目   | 結果 | 記録   |
| ---- | -------------------- | ------------------------------ | ------ | ---- | ------ |
| 1958 | ヨーロッパ陸上選手権 | ストックホルム（スウェーデン） | 三段跳 | 金   | 16.43m |
| 1960 | オリンピック         | ローマ（イタリア）             | 三段跳 | 金   | 16.81m |
| 1962 | ヨーロッパ陸上選手権 | ベオグラード（ユーゴスラビア） | 三段跳 | 金   | 16.55m |
| 1964 | オリンピック         | 東京（日本）                   | 三段跳 | 金   | 16.85m |